# Vicenta Benito
Vicenta Benito Valbuena es un personaje ficticio, interpretado por Gemma Cuervo, de la serie de televisión española Aquí no hay quien viva. Es la hermana menor de Marisa. Vive con su hermana en el 1ºA heredó el piso de sus padres. Nunca se ha casado y su principal obsesión es formar una familia.

## Apariciones

### EnAquí no hay quién viva
Vive en Desengaño 21, 1ºA junto con su hermana mayor Marisa y su perro Valentín desde el primer capítulo de la serie "Érase una mudanza". Tiempo después se les unirá Concha, con la que estará completa la plantilla de Radio Patio. Intentará un romance con Andrés Guerra. Es una auténtica fanática del orden, cuida cada detalle de su casa. Muy educada, vital y sobre todo muy cotilla. Le interesa cada cosa que sucede en la comunidad.
Actualmente, Vicenta vive con su hermana Marisa y su amiga Concha en Benidorm, desde julio de 2006. Desde entonces no se sabe nada de los personajes.

### Otras apariciones
Vicenta apareció en el episodio "Uno de dos" de la serie A tortas con la vida dónde es clienta de la pastelería de Goyo y Nati y, recibe junto con Marisa y Concha, una tarta que ha sido encargada para una despedida de soltero.

## Recepción
Las tres integrantes de Radio Patio se convirtieron en un icono para la tercera edad, siendo portada de algunas revistas como Júbilo.

## Premios y nominaciones
Premios de la Unión de Actores
| Año  | Categoría                             | Película               | Resultado |
| ---- | ------------------------------------- | ---------------------- | --------- |
| 2004 | Mejor actriz de reparto de televisión | Aquí no hay quien viva | Nominada  |

2005: Premio Júbilo (compartido con Mariví Bilbao y Emma Penella).